# Río Shushufindi
Río Shushufindi är ett vattendrag i Ecuador.   Det ligger i provinsen Sucumbíos, i den nordöstra delen av landet, 230 km öster om huvudstaden Quito.